# 加納光於
加納 光於(かのう みつお、1933年(昭和8年)2月28日 - )は、昭和後期から平成時代の版画家、画家。版画、絵画の領域において実験的手法により独自の世界を切り開いたことで知られる。瀧口修造、大岡信、澁澤龍彦、渋沢孝輔、加藤郁乎、吉増剛造、巖谷國士、平出隆ら、文学者との交流や仕事も多い。

## 経歴
東京、神田に生まれる。病弱のために中学を中退、10代後半を闘病生活のうちに過ごす中で微生物や植物の形態に関心を寄せ、またアルチュール・ランボーなどフランス詩に傾倒。1953年、19歳のときに独学で版画をはじめ、1955年に私家版銅版画集『植物』を出版。瀧口修造に見いだされ、彼の推薦で1956年にタケミヤ画廊にて初個展を開催する。東京国際版画ビエンナーレには第1回（1957年）から出品し、3回展（1962年）では亜鉛版を腐食させたモノクロームのインタリオ《星・反芻学》(1962)で国立美術館賞を受賞した。その他国内外の数多くの展覧会に出品し、受賞を重ねる。
1960年代後半には、金属板をバーナーで焼いて加工した凹凸の激しい版に鮮やかな色彩で刷られた《ソルダード・ブルー》や《半島状の！》などのカラーメタルプリントの仕事を行う。1970年代前半は図鑑などから切り取られた断片的なイメージをコラージュ的発想で詩的に構成する仕事を中心に行うとともに、オブジェなどの仕事にも取り組んだ。
1970年代後半には《稲妻捕り》に代表される、デカルコマニー的な手法によって流動感のある鮮烈なイメージの湧出を定着させる仕事に移った。1980年には初の油彩画展を開催し、その後は、インタリオやリトグラフによる版画作品の制作を差し挟みつつ、油彩画を中心として精力的に発表を続けている。

## 展示・受賞
- 1956年 - タケミヤ画廊で初個展
- 1957年 - 第1回東京国際版画ビエンナーレ展に出品
- 1959年 - 第3回リュブリアナ国際版画ビエンナーレ展で《燐と花と》により「リュブリアナ近代美術館賞」受賞、澁澤龍彦『サド復活』（弘文堂）に初の装幀・挿画を行う
- 1961年 - 第6回日本国際美術展で《翼・予感》により優秀賞受賞
- 1962年 - 第3回東京国際版画ビエンナーレで《星・反芻学》により「国立近代美術館賞」受賞
- 1965年 - 第8回日本国際美術展で《星・反芻学》により優秀賞受賞
- 1969年 - 第8回リュブリアナ国際版画ビエンナーレで《Planet Mirror B》により買上賞
- 1972年 - 南画廊で「“加納光於－大岡信共作展”アララットの船あるいは空の蜜」展開催
- 1974年 - 『葡萄弾』により造本装幀コンクール展で文部大臣賞受賞
- 1980年 - 油彩画の初個展「加納光於《胸壁にて》」開催（アキライケダギャラリー）
- 1983年 - 北九州市立美術館で「加納光於PAINTING 1980-1983」展開催
- 1988年 - O美術館で「加納光於1977-1987「版画」《強い水-夢のパピルス》」展開催
- 1993年 - セゾン美術館で「色彩としてのスフィンクス－加納光於」展開催
- 1997年 - 愛知県美術館で「葡萄彈 加納光於 オブジェ 1968-1997」展開催、第8回山口源賞で「《Circle-波打つ眉をしずめよ》・5」により大賞受賞
- 1998年 - 紫綬褒章受章
- 2000年 - 愛知県美術館で「加納光於 「骨ノ鏡」あるいは 色彩のミラージュ」展開催
- 2005年 - 旭日小綬章受章
- 2012年 - 神奈川文化賞受賞
- 2013年 - 神奈川県立近代美術館で「加納光於 色身――未だ視ぬ波頭よ 2013」展開催
- 2017年 - CCGA現代グラフィックアートセンターで「加納光於―揺らめく色の穂先に」展開催

## 主な作品
- 星・反芻学(1962)：インタリオ
- MIRROR,33(1965)：亜鉛版によるレリーフ
- ソルダード・ブルー(1965）：カラーメタルプリント
- 半島状の ! (1967)：カラーメタルプリント
- 葡萄彈(1973)：オブジェ
- 稲妻捕り(1977)：色彩石版画
- 語りえぬもののための変容(1978)：エンコスティック、メタルプリント
- 胸壁にて（1980）：油彩
- 「波動説」−intaglioをめぐって(1984)：カラーインタリオ
- Illumination-1986(1986)：色彩石版画
- 繁み・運動・エレメント(1988)：油彩
- Circle-波打つ眉をしずめよ(1996)：モノタイプ

など

## 出版
- 1955年 -  銅版画集『植物』（私家版）
- 1967年 -  瀧口修造編『KANO 加納光於』（南画廊、特装版あり）、『みづゑ』7月号（オリジナル石版画）
- 1968年 -  土方巽舞踏展詩画集『あんま』アスベスト館
- 1970年 - 『加納光於集（現代版画）』（筑摩書房）、渋沢孝輔詩集『漆あるいは水晶狂い』（思潮社、特装版あり）
- 1971年 - 画集『人間と文明』（《オーロラの反応Ⅱ》）（富士ゼロックス）
- 1972年 - 大岡信・加納光於共作『アララットの船あるいは空の蜜』オブジェ（青地社）
- 1972年-  『螺旋都市＜秘冊草狂＞3』大岡信・詩、加納光於・絵』（私家版）
- 1973年 - 『加納光於 葡萄弾―遍在方位について 』（美術出版社）
- 1974年 - 『漂流物　標本函』オブジェ（エディシオンエパーヴ）、『gq』7号（特装版あり）
- 1975年 - 『加納光於 PTOLEMAIOS SYSTEM 翼・揺れる黄緯へ』（筑摩書房）、『索具・方晶引力』リーブル・オブジェ、大岡信詩集を収む（書肆山田）
- 1976年 - 「KANO mitsuo-<1959>」（林グラフィクプレス）
- 1977年 - 「石版画集《稲妻捕り》-1977」（南画廊）、『漂流物』Ⅱ号（《ウルビーノ頌》）（林グラフィックプレス）
- 1978年 - 彩色版画集「塩の柱、あるいは舞台衣装のためのCODEX」（林グラフィックプレス）、瀧口修造との詩画集『《稲妻捕り》Elements』（書肆山田）
- 1979年 - 瀧口修造との詩画集『掌中破片』（書肆山田）、『粒子と雷鳴』瀧口修造に（私家版）
- 1981年 - エンコスティックによる連作画集『語りえぬもののための變容』（小沢書店）
- 1983年 - 《耳あるいは西方へ》日仏会館ポスター２種
- 1986年 - 色彩石版画集「《Illumination-1986》」（ギャラリー上田）
- 1987年 - 《強い水―夢のパピルス》（KANO & ATRIUM）
- 1992年 - 『加納光於　KANO mitsuo 1960-1992 paintings; prints』全三冊（小沢書店、限定版あり）、ポートフォリオ《開け、遮るものよ》（KANO & ATRIUM）、ポートフォリオ《青ライオンあるいは＜月・指＞》（KANO & ATRIUM）
- 1993年 - エッセイ集『夢のパピルス』（小沢書店）
- 1994年 - 《月の視力をもって》I-XI（KANO & ATRIUM）、《吹雪いて来るもののすべてに》I-XI（KANO & ATRIUM）
- 1995年 - ”Hyogo aid by art”ポスター
- 2000年 - KANO mitsuo 個展ポスター（愛知県美術館）
- 2002年 - カラーインタリオ版画集「招雷記」（KANO & ATRIUM）
- 2004年 - カラーインタリオ版画集「セルペンティナータ」（KANO & ATRIUM）
- 2006年 - インタリオ版画集「汝、その噴水を避けよ」（KANO & ATRIUM）
- 2007年 - 「詩画集《雷滴 その研究》 平出隆＋加納光於」（書紀書林）

## 主要参考文献
- 『GQ』7号（特集・加納光於）1974年
- 『みづゑ』876号（特集・加納光於）1978年
- 大岡信『加納光於論』書肆風の薔薇　1982年
- 『版画芸術』76号（特集・加納光於）1992年
- 『Poetica』臨時増刊（特集・加納光於）1992年4月
- 『加納光於1960-1992』全3冊（'60-92 prints, '80-91 paintings, Catalogue raisonné & documents）、小沢書店、1992年
- 『水声通信』8号（特集・加納光於）2006年
- 馬場駿吉『加納光於とともに』書肆山田　2015年